# عبد الملك الحربي
عبد الملك الحربي، لاعب كرة قدم سعودي يلعب حالياً في نادي الخلود.